# Elena Bogdan
Elena Bogdan (Craiova, 28 de março de 1992) é uma tenista profissional romena.

## WTA finais

### Duplas: 1 (1 título)
| Legenda                             |
| ----------------------------------- |
| Grand Slam (0–0)                    |
| WTA Tour (0–0)                      |
| Premier Mandatory & Premier 5 (0–0) |
| Premier (0–0)                       |
| International (0–0)                 |

| Finais por Piso |
| --------------- |
| Duro (0–0)      |
| Saibro (1–0)    |
| Grama (0–0)     |
| Carpete (0–0)   |

| Posição | N. | Data          | Torneio                                | Piso   | Parceira          | Oponentes                    | Placar           |
| ------- | -- | ------------- | -------------------------------------- | ------ | ----------------- | ---------------------------- | ---------------- |
| Campeã  | 1. | 13 Julho 2014 | BRD Bucharest Open, Bucareste, Romênia | Saibro | Alexandra Cadanțu | Çağla Büyükakçay Karin Knapp | 6–4, 3–6, [10–5] |